# Najväčší Slovák
Najväčší Slovák (česky Největší Slovák) byla anketa, kterou v roce 2019 vyhlásil veřejnoprávní vysílatel Rozhlas a televízia Slovenska, a která hledala největší osobnost slovenských dějin. V anketě nakonec díky hlasům televizních diváků zvítězil voják a spoluzakladatel Československa Milan Rastislav Štefánik. Soutěž vznikla na základě formátu BBC Greatest Britons, podobně jako anketa Největší Čech z roku 2005 pořádaná Českou televizí. Ještě před zahájením hlasování pořadatelé oznámili, že z něj vyloučí Jozefa Tisa, prezidenta první Slovenské republiky (1939-1945). Do finálové desítky původně postoupila i zpěvačka Marika Gombitová, avšak na vlastní žádost byla vyřazena a uvolnila místo jedenáctému v pořadí Jozefu Gabčíkovi (který nakonec skončil osmý). Sama byla zařazena na jedenácté místo.

## Finálová desítka
1. Milan Rastislav Štefánik (1880–1919), voják
2. Ľudovít Štúr (1815–1856), národní buditel a revolucionář
3. Anton Srholec (1929–2016), kněz
4. Andrej Hlinka (1864–1938), politik
5. Cyril a Metoděj (9. století), věrozvěsti
6. Alexander Dubček (1921–1992), politik
7. Gustáv Husák (1913–1991), československý prezident 1975–1989
8. Jozef Gabčík (1912–1942), voják, parašutista, který vykonal útok na Heydricha
9. Peter Sagan (* 1990), cyklista
10. Juraj Jánošík, (1688–1713), zbojník[3]

## Další pořadí
- 11. Marika Gombitová (* 1956), zpěvačka
- 12. Jozef Kroner (1924–1998), herec
- 13. Ján Kuciak (1990–2018), novinář
- 14. Andy Warhol (1928–1987), výtvarník
- 15. Vladimír Mečiar (* 1942), politik, premiér Slovenska 1990–1991, 1992–1994, 1994–1998
- 16. Jožo Ráž (* 1954), zpěvák skupiny Elán
- 17. Pavol Demitra (1974–2011), hokejista
- 18. Aurel Stodola (1859–1942), fyzik, technik
- 19. Móric Beňovský (1746–1786), dobrodruh, cestovatel
- 20. Marek Hamšík (* 1987), fotbalista
- 21. Pavol Országh Hviezdoslav (1849–1921), básník
- 22. Marie Terezie (1717–1780), císařovna
- 23. Milan Lasica (1940–2021), herec
- 24. Jozef Decrett (1774–1841), lesník
- 25. Silvester Krčméry (1924–2013), lékař
- 26. Štefan Banič (1870–1941), vynálezce
- 27. Petra Vlhová (* 1995), lyžařka
- 28. Štefan Kvietik (* 1934), herec
- 29. Stan Mikita (1940–2018), hokejista
- 30. Jozef Murgaš (1864–1929), kněz, malíř, vynálezce
- 31. Milan Rúfus (1928–2009), básník
- 32. Ján Jesenský (1566–1621), lékař
- 33. Michal Dočolomanský (1942–2008), herec
- 34. Stanislav Štepka (* 1944), režisér a scenárista
- 35. Robert Fico (* 1964), politik, premiér Slovenska 2006–2010 a 2012–2018
- 36. Július Satinský (1941–2002), herec
- 37. Eugene Cernan (1934–2017), astronaut
- 38. Adela Vinczeová (* 1980), roz. Banášová, moderátorka
- 39. František Dibarbora (1916–1987), herec
- 40. Jozef Tomko (1924–2022), kardinál
- 41. Ondrej Nepela (1951–1989), krasobruslař
- 42. Janko Kráľ (1822–1876), básník
- 43. Martin Benka (1888–1971), malíř
- 44. Jaroslav Filip (1949–2000), hudební skladatel
- 45. Juraj Jakubisko (1938–2023), filmový režisér
- 46. Pribina (9. století), vládce Nitranského knížectví
- 47. Róbert Bezák (* 1960), kněz
- 48. Gabo Zelenay (1922–2003), rozhlasový komentátor
- 49. Július Pántik (1922–2002), herec
- 50. Vincent Hložník (1919–1997), malíř
- 51. Iveta Radičová (* 1956), politička, premiérka Slovenska 2010–2012
- 52. Vladimír Dzurilla (1942–1995), hokejový brankář
- 53. Štefan Nosáľ (1927–2017), choreograf
- 54. Ladislav Chudík (1924–2015), herec
- 55. Andrej Kiska (* 1963), politik, prezident Slovenska 2014–2019
- 56. Ján Chryzostom Korec (1924–2015), biskup
- 57. Anton Bernolák (1762–1813), národní buditel a jazykovědec
- 58. Andrej Danko (* 1974), politik, předseda parlamentu od 2016
- 59. Katarína Kolníková (1921–2006), herečka
- 60. Mikuláš Dzurinda (* 1955), politik, premiér Slovenska 1998–2006
- 61. Matej Hrebenda (1796–1880), knihkupec a národní buditel
- 62. Boris Filan (* 1949), textař
- 63. Peter Šťastný (* 1945), hokejista
- 64. Svatopluk I. (9. století), panovník Velké Moravy
- 65. Ivan Krajíček (1940–1997), herec a moderátor
- 66. Vladimír Krčméry (1960–2022), lékař
- 67. Peter Dvorský (* 1951), operní pěvec
- 68. Miroslav Lajčák (* 1963), ministr zahraničí 2009–2010, a od 2012
- 69. Imrich Karvaš (1903–1981), první guvernér Slovenské národní banky
- 70. Pavol Dobšinský (1828–1885), spisovatel
- 71. Milan Hodža (1878–1944), československý premiér 1935–1938
- 72. Milan Čič (1932–2012), politik, premiér Slovenska 1989–1990
- 73. Kamil Peteraj (* 1945), básník
- 74. Matej Bel (1684–1749), vědec
- 75. Michal Kováč (1930–2016), politik, prezident Slovenska 1993–1998
- 76. Emília Vášáryová (* 1942), herečka
- 77. Mikuláš Galanda (1895–1938), malíř
- 78. Karol Duchoň (1950–1985), zpěvák
- 79. Samo Chalupka (1812–1883), básník
- 80. Karol Polák (1934–2016), sportovní komentátor
- 81. Peter Bondra (* 1968), hokejista
- 82. Jozef Golonka (* 1938), hokejista
- 83. Dežo Ursiny (1947–1995), hudebník
- 84. Anastasia Kuzminová (* 1984), biatlonistka
- 85. Miroslav Šatan (* 1974), hokejista
- 86. Rudolf Schuster (* 1934), politik, prezident Slovenska 1999–2004
- 87. Ladislav Medňanský (1852–1919), malíř
- 88. Vavro Šrobár (1867–1950), politik, ministr
- 89. Andrej Babiš (* 1954), podnikatel a politik, premiér České republiky od 2017
- 90. Miroslav Trnka (* 1961), podnikatel, zakladatel firmy ESET
- 91. Ľudmila Podjavorinská (1872–1951), spisovatelka
- 92. Matúš Čák Trenčanský (asi 1260–1321), šlechtic
- 93. Roman Kaliský (1922–2015), spisovatel a novinář
- 94. Andrej Sládkovič (1820–1872), spisovatel
- 95. Dušan Jurkovič (1868–1947), architekt
- 96. Ivan Bella (* 1964), kosmonaut
- 97. Jozef Bednárik (1947–2013), režisér
- 98. Matyáš Korvín (1443–1490), uherský král
- 99. Eva Siracká (1926–2023), lékařka, zakladatelka Ligy proti rakovině
- 100. Miroslav Válek (1927–1991), básník[4]

Z vybraných osobností v době soutěže žilo 35 osob. Nejmladší z nich byla čtyřiadvacetiletá lyžařka Petra Vlhová (* 1995) a nejstarší pětadevadesátiletý kardinál Jozef Tomko (1924–2022). Umístilo se zde také 9 žijících politiků. Z nejstarší slovenské historie se do seznamu dostaly osoby z 9. století: věrozvěsti Cyril a Metoděj, kníže Pribina a velkomoravský panovník Svatopluk I.